# Hypopachus barberi
Pour les articles homonymes, voir Barberi.
Espèce
Synonymes
- Hypopachus simus Stuart, 1941
- Hypopachus aquae Stuart, 1952
- Hypopachus pygmaeus Lynch in Smith, Langebartel & Williams, 1964

Statut de conservation UICN

 VU B1ab(iii) : Vulnérable
Hypopachus barberi est une espèce d'amphibiens de la famille des Microhylidae.

## Répartition
Cette espèce se rencontre dans le sud du Guatemala, dans l'ouest du Honduras, dans le sud-est du Mexique et au Salvador. Elle est présente entre 1 470 et 2 200 m d'altitude.

## Description

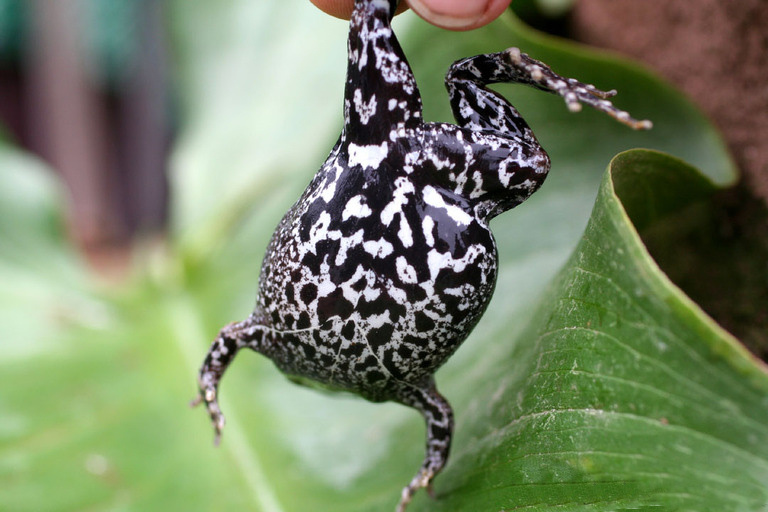
Hypopachus barberi, face ventrale.

Hypopachus barberi mesure environ 35-40 mm. Son dos est brun assez terne uniforme à l'exception d'une grande tache à la racine de chaque cuisse. Son ventre est brun jaunâtre tacheté de brun foncé.

## Étymologie
Son nom d'espèce, barberi, lui a été donné en référence à Charles M. Barber qui a collecté l'holotype.

## Publications originales
- Schmidt, 1939 : New Central American Frogs of the Genus Hypopachus. Zoological Series of Field Museum of Natural History, vol. 24, no 1, p. 1-5 (texte intégral).
- Smith, Langebartel & Williams, 1964 : Herpetological type-specimens in the University of Illinois Museum of Natural History. Illinois Biological Monographs, vol. 32, p. 1-80.
- Stuart, 1941 : Report on an herpetological collection from the Sierra Madre mountains of Chihuahua. Proceedings of the Biological Society of Washington, vol. 53, p. 125-130 (texte intégral).
- Stuart, 1952 : Some new amphibians from Guatemala. Proceedings of the Biological Society of Washington, vol. 65, p. 1-12 (texte intégral).